# 서울대 신 교수 성희롱 사건
서울대 신 교수 성희롱 사건은 1993년 서울대학교 자연대 화학과 NMR기기 담당조교였던 우희정 조교(여)가 교수였던 신정휴 교수(남, 경북대학교 학사 출신)에게 성희롱을 당했다고 고발한 사건이다. 이 사건은 대한민국에서 최초로 제기된 직장 내 성희롱 관련 소송이었다. 6년간의 법정투쟁이 이어졌고, 결국 1999년에 신 교수가 우 조교에게 500만원을 지급하라는 최종판결이 나왔다. 이 사건을 계기로 성희롱도 명백한 불법행위라는 사회적 인식이 생기기 시작했다.

## 사건 개요
서울대학교 화학과 실험실에서 1년간 유급계약직으로 근무하던 우희정 조교는 관리책임자인 신정휴 교수에게 업무상 불필요하거나 난처한 신체접촉이나 성적언동을 지속적으로 받아왔다. 이에 대해 조교가 거부의 의사를 밝히자 교수가 비우호적인 태도를 보였고 결국 당초 재임용 약속과 다르게 재임용 추천을 하지 않았다.
이러한 교수의 보복적인 행위에 대해 1993년 10월 18일 서울민사지법에 담당교수, 서울대 총장, 대한민국을 피고로 하여 5천만원의 손해배상을 제기했다. 이후 4번의 판결이 있었는데 2심을 제외하고는 모두 지도교수의 성희롱을 인정했다. 다만 4번의 판결 모두 직장 내에서 발생한 성희롱 행위가 직무관련성 없이 은밀하고 개인적으로 이루어졌으므로 서울대총장과 국가의 책임은 인정하지 않았다. 대법원은 성희롱의 불법행위 성립 여부를 판단함에 있어 이를 고용관계에 한정하거나 조건적 성희롱과 환경형 성희롱으로 구분하는 논지는 채택하지 않았다.
- 1994년 4월 18일 서울민사지법 93가합77840 : 원고 승소. 피고교수에게 3천만원의 손해배상 지급 명령.
- 1995년 7월 25일 서울고법 94나15358 : 1심 판결 파기, 원고 패소.
- 1998년 2월 10일 대법원 95다39533 : 원심 판결 중 피고교수에 대한 부분 파기, 서울고등법원 환송.
- 1999년 6월 25일 서울고법 98나12180 (파기환송심) : 피고에게 원고의 정신적 손해에 대한 배상책임으로서 5백만원의 손해배상지급 명령.

## 경과 및 진행

### 공론화
우씨는 서울대학교 총장과 교육부 등에 신정휴 교수의 성희롱 사실과 부당 해임에 대하여 탄원과 진정서를 냈으나, 어떤 해답도 듣지 못한 상태였다. 이에 1993년 8월 25일 서울대 자연대 조교 우씨는 대학 도서관 앞에 대자보를 붙여, * 자신의 지도교수로부터 성적희롱을 당했으며, 해당 교수를 교단에서 추방해야 한다는 요지로 다음과 같이 밝혔다.
- 우 조교는 담당교수로부터 최소한 2년을 약속받고, 기기담당 조교로 1992년 5월경부터 출근하게 되었다.
- 하지만 재직기간 중 담당교수는 평소 손목을 잡고 등을 어루만지는 등 업무와는 관계없는 불필요한 신체접촉 및 성적 희롱을 가해왔다.
- 이에 조교는 불쾌감을 넘어 정신적 부담감을 가지게 되었으며 이는 자신의 근무의욕을 저하시키기까지 했다.
- 그러던 중 교수가 조교에게 단둘이 산책할 것을 제안하였으나, 조교가 이를 단호하게 거절했다.
- 그 후 교수의 태도는 돌변하여, 처음의 2년을 약속했던 것과는 달리 1년 1개월만에 출근 정지명령을 받았다.
- 이에 조교가 강력하게 항의했지만 교수와 학교측은 일방적인 조치를 변경하지 않았다.
- 1993년 7월 교수는 조교를 2학기 조교 재임용에서 탈락시켰다.
- 2명의 전임조교도 같은 성희롱을 당했다
- 조교는 교수의 이러한 행위가 계속적으로 반복되는 것임을 깨닫고, 이같은 일에 대한 경각심을 불러일으켜 자신과 같은 불행을 미연에 방지하고자 대자보를 붙임으로써 자신의 일을 공개하기로 결심했다.

담당교수는 이에 대해 "우씨의 평소 근무태도가 성실치 못해 재임용에서 제외했을 뿐"이라며 "우씨의 주장은 전혀 사실무근"이라고 주장했다. 해당학과 일부 대학원생들은 대자보를 붙여 우씨의 주장을 반박했다. 해당 반박 대자보에서는 우씨가 홍익대를 졸업하고 대학원 석사과정에 입학 ,1년전부터 유급조교를 맡아왔으며, 평소 출근시간이 늦는 등 근무를 태만히 한데다가, 학과규칙상 조교연한이 1년이라 재임용에서 탈락한 것일 뿐이라며 해당 대자보의 주장을 일축했다.
서울대 총학생회와 대학원 자치협의회 등이 구성한 진상조사단은 우 조교의 대자보 내용이 사실이라고 확인하였다. 1993년 10월 19일 성폭력 특별법 제정 추진 특별 위원회, 서울대 총학생회, 대학원 자치회 협의회가 공동으로‘서울대 조교 성희롱 사건 공동대책 위원회’를 구성하여 교육부 등에 진정서 보내기, 성희롱 피해 상담 창구 개설, 공개 토론회, 홍보 활동 등 각종 연대 지원 활동을 벌이기 시작했다. 하지만 신정휴 교수는 우 조교를 명예훼손과 협박 혐의로 고소하였다.

### 제1심

#### 소송 제기 및 심문
피해자는 1993년 10월 서울민사지방법원에 신정휴 교수, 서울대 총장, 대한민국 등을 상대로 5천만원의 손해배상 청구소송을 냈다.

#### 판결
1994년 4월 18일 서울민사지법 합의18부(재판장 박장우 부장판사)는 서울대 자연대 前조교였던 우씨가 `담당교수로부터 성희롱을 당했다'며 신정휴 교수와 학교 및 국가를 상대로 낸 5천만원의 손해배상 청구 소송에서 "신 교수는 우씨에게 3천만원을 지급하라"며 원고 일부승소 판결을 선고했다. 재판부는 판결문에서 신 교수는 결코 성희롱 사실이 없었으며 우씨 지난해 8월 조교직에서 해임된데 불만을 품고 성희롱 문제를 제기하고 있다고 주장하고 있지만 우씨의 법정진술과 동료 조교 등의 증언을 종합해 볼때 필요 이상의 신체적 접촉 등으로 인해 우씨가 정신적 고통을 받은 사실이 인정된다"고 밝혔다. 재판부는 신 교수의 우씨에 대한 일련의 행위가 원고에게 국한되었던 것이 아니라 전임 여성조교들에 대하여도 행하여졌다는 사실을 판단 근거 중 하나로 삼았다.
판결 이후 인터뷰에서 우씨는 원고 본인이 사회적으로 힘없는 상태였다는 점, 상대 피고는 사회적으로나 윤리적으로나 존경과 신망을 받고 있는 서울대 교수인 점, 재판부도 같은 선입견을 가지리라 예상한 점, 관계자들의 진술 이외에 뚜렷한 증거를 제시하지 못했던 점 등의 요인으로 인해 이길수 있으리라는 생각을 전혀 하지 못하였으나, 여성단체 관계자등 많은 사람들이 적극 협조해 준 것에 희망을 두었다고 밝혔다. 또한 공판에서 국가와 대학총장에 대한 배상책임이 인정되지 않은 것에 대해 아쉬움을 표하며, 해당 책임을 묻기 위해 항소할 예정이라고 밝혔다. 외국의 경우 및 `무과실 책임주의'에 근거하여, 한국에서도 마땅히 책임을 지우는 풍토가 이뤄져야 한다는 요지였다.

#### 수업 자동 폐강 및 미배정
1심 재판 전 1994년 1학기 신정휴 교수가 개설한 4과목의 수업 중 `화학 및 실험1'과 `유기화학1' 2 과목이 이 학생들의 수강신청 거부 및 변경으로 자동 폐강되었다. 이는 총학생회가 학기 초부터 "성희롱사건과 관련된 교수로부터는 더 이상 수업을 받을 수 없다"며 신정휴 교수의 수업 배정에 반대하는 서명 작업과 수강 신청 변경 운동을 벌인 끝에, 학생들이 수강을 포기함에 따라 자동으로 폐강된 것이었다. 이후 나머지 2과목도 자동 폐강되어 1학기 개설된 4개 수업 모두가 자동 폐강되었다.
1심 판결 이후 신정휴 교수는 1994년 2학기 수업 배정을 받지 못한 것으로 알려졌다. 서울대 교무처 관계자에 따르면, 재판 일정과 날로 거세지는 학생들의 수업거부 움직임을 감안해 이같은 결정을 내린 것이며, "신정휴 교수를 당분간 연구에만 전념하는 `연구교수'로 발령하는 방안"이 검토 중이라고 밝혀졌다.

### 항소심

#### 현장 검증
양 측은 항소를 제기했다. 신 교수 측은 자신의 유죄를 인정할 수 없다는 취지였고, 우 조교 측은 신 교수 뿐 아니라 신 교수의 이러한 행위를 암묵적으로 감싸고 있는 대학당국과 서울대학교를 직접 운용하고 있다고 할 수 있는 대한민국에 대해 유죄인정이 되지 않았다는 취지였다.
1994년 7월 항소심 첫 공판이 열렸다. 이후 1994년 10월 1일 서울고법 민사9부(재판장 박용상 부장판사)의 지휘로 현장 검증이 1시간여 동안 진행됐다. 현장 검증의 목표는 피고 신정휴교수가 원고 우씨를 실험실 등 3곳에서 `뒤에서 포옹하는 듯 자세'를 취하는 등 성희롱을 했는가 여부를 가리는데 집중되었다. 현장 검증에는 원고 우씨와 그 소송대리인 최은순 변호사, 피고 신 교수와 소송대리인 임완규 변호사가 참석했다.
원고 측은 신 교수가 92년 6월께 실험실에서 NMR 기기 작동법을 가르쳐 주면서 기계 앞에 앉아있는 우씨 뒤에 서서 포옹하는 자세를 취한채 가슴을 등에 대고 어깨나 등에 손을 올려 놓는 등 성희롱을 했다고 주장했다. 반면 피고 측은 신 교수가 기기작동법을 禹양에게 교육시킬 때는 반드시 우씨 옆에 서 있거나 다른 의자에 앉아 있었다"며 "우씨를 성희롱한 사실이 전혀 없다"고 주장했다. 또한 "`뒤에서 껴앉는 자세'를 취하면 기계의 키보드가 잘 보이지 않는다"며 "`申교수가 의자에 앉아 있는 우씨의 뒤에 서서 등을 팔로 감싸며 기계작동법을 지도했다'는 원고측의 주장은 설득력이 없다"고 주장했다.
원고 측은 또한 "실험실 유리창에는 빛이 기계 모니터에 반사되는 것을 막기위해 녹색 코팅지와 발이 쳐져 있어 옆 실험실에서는 사람이나 물체의 윤곽을 파악할 수 없었다"고 주장했다.
현장검증 주변에는 `서울대 조교 성희롱사건 공동대책위' 학생 등 1백여명이 `진실은 반드시 승리합니다. 禹조교님 힘내세요' 등의 구호가 적힌 피켓을 들어 우씨에 대한 지지를 표했다.

### 상고심
1997년 6월 11일 대법원에 하버드 로스쿨 학생 1백62명과 8개 학생단체들이 「서울대 조교 성희롱사건의 공정한 판결을 위한 하버드 법대생들의 의견서」를 11일 대법원에 접수하였다. 현지에서 연수중이거나 유학을 온 한국 학생들이 하버드 법대생들에게 우 조교 사건에 대한 소식을 전하였고, `하버드법대 한국 학생회' 등 학생단체들을 중심으로 해당 의견을 모은 것이었다. 의견서는 "우 조교 사건에 대한 항소심 판결은 국제적인 흐름에 역행해 여성에 대한 차별의 한 형태로서 성희롱을 인식하고 규제하려는 노력에서 크게 후퇴하고 있다"고 진술하면서, "우 조교 사건에 대한 대법원판결이 여성에 대한 정의와 평등의 구현에 기여할 수 있기를 희망한다"고 촉구하였다. 이에 대해 대법원 관계자는 "하버드 법대생들이 다른 나라 법원의 판결과 관련해 의견서를 보내 재판에 관여하는 것은 바람직하지 못한 것 같다"고 비판적으로 평가했다.
1998년 2월 10일 대법원 상고심에서 원심판결 중 피고 교수에 대한 부분을 파기하여, 서울고등법원으로 환송하였다.

### 파기환송심
1998년 4월 신 교수는 「나는 성희롱 교수인가」(혜화당刊)라는 책을 실명으로 출간하며, 서울 혜화동의 모 카페에서 기자회견을 가졌다. 신 교수는 "나의 결백을 주장하기 위해 이 책을 쓴 것은 아니다"고 선을 그으면서, "재판과정에서의 각종 증언, 소견서, 탄원서, 판결문 등을 공개하고 그 판단은 독자들에게 맡기겠다는 취지"라고 출간의 취지를 밝혔다. 그가 밝힌 소회에 따르면 "사제간, 성추행 등의 요소들이 결합되면서 언론과 인터뷰를 해도 나의 의도와는 다른 기사가 나오곤 했다"면서 "특히 언론은 이 사건을 강자와 약자라는 이분법적 사고로 취급했는데, 과연 교수와 여러 여성단체들을 비교할 때 어느쪽이 강자인지 묻고 싶다"고 말했다. 그리고 이와 함께 "여성단체들이 공동대책위를 구성해 우조교를 지원한 것은 당시 성폭력특별법을 만들기 위한 것이 아닌가 하는 생각"이라고 밝혔다. 신 교수는 또 "직장생활을 하려면 조심해야 한다. 허튼 농담을 할 경우 이 사건에 대한 대법원의 판결처럼 `집요하고 지속적'이라는 항목을 들이대면 배겨날 장사가 없다"고 언급했다. 해당 저서에는 법정공방 기록 등과 함께 신 교수 부인의 심경, 마지막 구두변론, 미국과 일본의 판례, 고등법원과 대법원의 판례 등이 함께 수록되었다.
1999년 6월 25일 서울고등법원은 파기환송심에서 피고에게 원고의 정신적 손해에 대한 배상책임으로서 5백만원의 손해배상 지급을 명령하였다.

## 영향
서울대학교는 1998년 초부터 교내 성폭력 근절과 신속한 대처를 위해 신고전용 전화 `핫라인'을 개설하고 상담 교수제를 실시하기 시작했다.
대법원의 파기환송심 약 6개월 뒤인 1998년 9월, 국내 대학 중 최초의 `성폭력 특별위원회'가 서울대에 설치되게 되었다. 이 위원회는 부총장과 교무처장, 학생처장, 학생생활연구소 여성부장 등 11명으로 구성될 예정이었다.  대학본부 차원의 공식 기구로서 이 위원회는 학생, 교수, 교직원 등 대학 구성원들이 연루된 성폭행이나 성추행, 성희롱 등 성관련 사건에 대해 심의를 벌여 혐의가 드러나는 대로 관련자를 징계할 수 있는 권한을 갖게 되었다. 위원회 설치와 더불어, 서울대는 성폭력 사건 관련자를 징계하기 위해 `성적 괴롭힘에 대한 처벌 규정'을 마련할 예정이라고 밝혔다. 해당 위원회의 설치 배경으로 대학 관계자는 "최근 몇년 사이에 교내에서 성문제로 인한 잡음이 끊이지 않고 있어 문제를 그대로 방치해 두어서는 안되겠다는 공감대가 형성됐다"고 밝혔다.
서울대학교 정운찬 총장은 2002년 10월 23일 한명숙 당시 여성부 장관을 만난 자리에서 서울대 성희롱 사건은 '재계약에 탈락한 우 조교의 앙심에서 비롯되어 억울한 사람이 사회적 매장을 당한 사건'이며 '당시 우 조교를 지원한 여성운동이 신중하지 못했다'라는 발언을 하기도 했다.
신정휴 교수는 2008년 서울대 화학부 교수로서 정년퇴임하였다. 퇴임 소회를 밝힌 대학신문 인터뷰에서, 신 교수는 1991년 핵자기 공명장치(NMR)를 서울대에 처음 들여왔던 것을 가리키며, “이전에는 서울대에 화합물분석 장비가 없어 해외에 나가서 연구를 했는데 이제는 서울대에서 할 수 있게 됐다”며 “후학들이 좀더 편안한 환경에서 연구를 했으면 한다”고 밝혔다.
우 조교는 서울대 재계약에 탈락한 뒤 다른 학교에 재취업하려고 했지만, 취업에 실패했다. 우 조교는 6년간 이어진 소송전과 취업 실패로 변리사의 꿈을 접으며 심리적인 고통을 받은 것으로 알려지며, 2018년 당시 '조용히 살고 싶다'며 외부 활동을 전혀 하지 않는것으로 전해졌다.

## 성희롱 문제가 최초로 공론화된 장소 중 하나로서의 대학
한국과 유사하게 일본에서도 처음으로 성희롱(ja:セクシャルハラスメント 혹은 줄여서‘セクハラ(세쿠하라)’) 문제가 이슈화된 기관 중 한 곳은 대학이었으며, 1993년 최초로 해당 사건이 공론화되었다.

## 같이 보기
- 야노 사건 : 일본에서 최초로 대학에서 성희롱이 공론화된 1993년 사건.
- 김부남 사건
- 김보은 김진관 사건

## 참고 자료
- 서울대조교 성희롱사건 공동대책위원회 (1994). (성희롱사건 자료집)침묵에서 외침으로 (보고서).
- 서울대조교 성희롱사건 공동대책위원회 (1994). 직장내 성희롱 예방과 대책을 위한 공청회 자료집 (보고서).
- 신정휴 (1998년 4월 14일). 《나는 성희롱 교수인가》. 혜화당.
- 서울대조교 성희롱사건 공동대책위원회 (2002). 서울대 조교 성희롱 사건 백서 (상권 - 재판 자료) (보고서).
- 서울대조교 성희롱사건 공동대책위원회 (2002). 서울대 조교 성희롱 사건 백서 (하권 - 공동대책위원회 활동자료) (보고서).
- 서울대 조교 성희롱 사건 · 성평등아카이브[깨진 링크(과거 내용 찾기)]